# RFPL2
RFPL2 (англ. Ret finger protein like 2) – білок, який кодується однойменним геном, розташованим у людей на довгому плечі 22-ї хромосоми. Довжина поліпептидного ланцюга білка становить 378 амінокислот, а молекулярна маса — 42 077.
| 10         |  | 20         |  | 30         |  | 40         |  | 50         |
| ---------- |  | ---------- |  | ---------- |  | ---------- |  | ---------- |
| MEVAELGFPE |  | TAVSQSRICL |  | CAVLCGHWDF |  | ADMMVIRSLS |  | LIRLEGVEGR |
| DPVGGGNLTN |  | KRPSCAPSPQ |  | DLSAQWKQLE |  | DRGASSRRVD |  | MAALFQEASS |
| CPVCSDYLEK |  | PMSLECGCAV |  | CLKCINSLQK |  | EPHGEDLLCC |  | CSSMVSRKNK |
| IRRNRQLERL |  | ASHIKELEPK |  | LKKILQMNPR |  | MRKFQVDMTL |  | DANTANNFLL |
| ISDDLRSVRS |  | GRIRQNRQDL |  | AERFDVSVCI |  | LGSPRFTCGR |  | HCWEVDVGTS |
| TEWDLGVCRE |  | SVHRKGRIQL |  | TTELGFWTVS |  | LRDGGRLSAT |  | TVPLTFLFVD |
| RKLQRVGIFL |  | DMGMQNVSFF |  | DAESGSHVYT |  | FRSVSAEEPL |  | RPFLAPSVPP |
| NGDQGVLSIC |  | PLMNSGTTDA |  | PVRPGEAK   |  |            |  |            |

A: Аланін

C: Цистеїн

D: Аспарагінова кислота

E: Глутамінова кислота

F: Фенілаланін

G: Гліцин

H: Гістидин

I: Ізолейцин

K: Лізин

L: Лейцин

M: Метіонін

N: Аспарагін

P: Пролін

Q: Глутамін

R: Аргінін

S: Серин

T: Треонін

V: Валін

W: Триптофан

Задіяний у такому біологічному процесі, як альтернативний сплайсинг. 
Білок має сайт для зв'язування з іонами металів, іоном цинку. 